# 大野龍二
大野 龍二（おおの りゅうじ、1985年1月27日 - ）は日本の元陸上競技選手、専門は長距離種目。鹿児島県出身。鹿児島実業高等学校卒業、愛知製鋼所属。アテネオリンピック男子10000m日本代表。男子10000mジュニア日本記録保持者。

## 人物・来歴
鹿児島市立谷山小学校、鹿児島市立桜島中学校卒業。中学校で陸上部に入り本格的に陸上競技を始める。2000年、中学3年時には第5回全国都道府県対抗駅伝の2区を走り、鹿児島県代表として優勝を飾る。
同2000年鹿児島実業高校に進学、同校卒業の後2003年旭化成に入社。2004年には記録を伸ばし6月5日には第88回日本選手権に出場。初出場ながら男子10000mにおいて優勝、ジュニア日本新記録となる27分59秒32をマークした（従来の記録は藤原正和が保持していた28分17秒38）。またこの時自己ベストを30秒以上短縮しアテネオリンピック10000m参加B標準記録を突破した。6月26日にはホクレン・ディスタンスチャレンジ士別大会において7分57秒58をマーク、男子3000mのジュニア日本新記録を樹立した（従来の記録は佐藤悠基が僅か19日前に樹立した8分05秒82）。この結果、アテネオリンピック男子長距離トラック代表に選出された。
同2004年、7月14日イタリアで行なわれた世界ジュニア10000mに出場、3位の成績を残した。 8月20日には、ギリシャ・アテネで行なわれたオリンピック男子10000m決勝に出場。ケネニサ・ベケレが27分05秒10のオリンピック新記録で優勝する中、29分06秒50で走り19位の成績を残した。
2008年、北京オリンピックの出場選考会を兼ねた第92回日本選手権10000mに出場。松宮隆行（コニカミノルタ）から3秒89差の2位となった。大野は北京オリンピック10000mの参加B標準記録を突破していたが、同選手権5000m10000m2冠の松宮および同選手権5000mで2位に入った竹澤健介が同参加A標準記録を突破していたため、大野の北京オリンピック出場は叶わなかった。2009年元旦、第53回全国実業団駅伝では1区を担当、スローペースで進むレースのラスト勝負で松宮・北村聡（日清食品グループ）らを競り落とし区間賞を獲得。旭化成の3位に貢献した。
2014年4月より、愛知製鋼に移籍。2016年3月に開催された鹿児島マラソン出場を最後に現役を退いた。

## 主な戦績
| 年   | 大会                                        | 区間 | 距離     | 順位     | 記録          | 備考                   |
| ---- | ------------------------------------------- | ---- | -------- | -------- | ------------- | ---------------------- |
| 2000 | 第5回天皇盃全国都道府県対抗男子駅伝競走大会 | 2区  | 3.0 km   | 区間15位 | 8分51秒       | 鹿児島県代表           |
| 2004 | 第88回日本陸上競技選手権大会                |      | 10000m   | 優勝     | 27分59秒32    |                        |
| 2004 | 第10回世界ジュニア陸上競技選手権大会        |      | 10000m   | 3位      | 28分30秒45    |                        |
| 2004 | アテネオリンピック                          |      | 10000m   | 19位     | 29分06秒50    |                        |
| 2004 | スーパー陸上                                |      | 5000m    | 10位     | 13分44秒97    |                        |
| 2005 | 全日本実業団対抗駅伝競走大会                | 1区  | 12.3 km  | 区間14位 | 34分59秒      |                        |
| 2005 | 第10回全国都道府県対抗男子駅伝競走大会      | 7区  | 13.0 km  | 区間15位 | 38分32秒      | 鹿児島県代表           |
| 2005 | 第89回日本陸上競技選手権大会                |      | 10000m   | 3位      | 28分13秒95    |                        |
| 2006 | 第50回全日本実業団対抗駅伝競走大会          | 1区  | 12.3 km  | 区間14位 | 35分03秒      |                        |
| 2006 | 第11回全国都道府県対抗男子駅伝競走大会      | 3区  | 8.5 km   | 区間16位 | 25分11秒      | 鹿児島県代表           |
| 2006 | 第90回日本陸上競技選手権大会                |      | 10000m   | 6位      | 29分05秒79    |                        |
| 2007 | 第51回全日本実業団対抗駅伝競走大会          | 1区  | 12.3 km  | 区間12位 | 35分10秒      |                        |
| 2008 | 第52回全日本実業団対抗駅伝競走大会          | 1区  | 12.3 km  | 区間4位  | 34分44秒      |                        |
| 2008 | 第92回日本陸上競技選手権大会                |      | 10000m   | 2位      | 27分55秒16    |                        |
| 2009 | 第53回全日本実業団対抗駅伝競走大会          | 1区  | 12.3 km  | 区間賞   | 35分39秒      |                        |
| 2009 | 第93回日本陸上競技選手権大会                |      | 10000m   | 4位      | 28分41秒09    |                        |
| 2016 | 鹿児島マラソン2016                          |      | マラソン | 120位    | 2時間55分52秒 | 初マラソン・引退レース |

## 記録
- 3000m - 7分54秒21（2008年）
- 5000m - 13分32秒67（2008年）
- 10000m - 27分53秒19（2008年）

## 参考資料・外部リンク
- JOC 陸上競技 大野龍二
- 旭化成陸上部 スタッフ・選手紹介　大野龍二
- 大野龍二 - ワールドアスレティックスのプロフィール（英語）
- 南日本新聞『鹿児島市史 第五巻』鹿児島市長 森博幸、2015年。